# (57509) Sly
(57509) Sly est un astéroïde de la ceinture principale.

## Description
(57509) Sly est un astéroïde de la ceinture principale. Il fut découvert le 16 septembre 2001 à l'observatoire Palomar par le programme NEAT. Il présente une orbite caractérisée par un demi-grand axe de 2,59 UA, une excentricité de 0,19 et une inclinaison de 13,2° par rapport à l'écliptique.
Il est dédié à l'astrophysicien français Sylvestre Maurice.